# 코드 블랙
《코드 블랙》(영어: Code Black)는 2015년부터 2018년까지 방영된 미국의 의학 드라마이다.